# 火星表面颜色

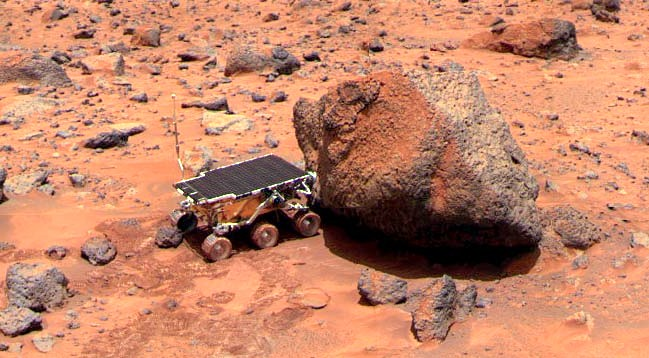
被旅居者号漫游车分析过的瑜伽石（1997年7月4日）

由于大气层中悬浮着铁锈尘埃，从远处看，火星表面呈现微红色。但近距观察，它看起来更像奶糖色，根据具体矿物质的不同，其他常见的表面颜色还包括金、棕、棕褐和绿色等。
火星表面明显的颜色使人类能够在早期就将它与其他行星区别开来，并启发人们编织出了许多与火星有关的战争寓言。它最早被记录的名字之一，哈尔·德谢尔（Har decher），在埃及语中的字面意思为“红色的”。它的颜色在印度占星术中也与不祥有关，因为它被命名为安迦罗迦（Angaraka）和洛希坦加（Lohitanga），这两个名字都反映了肉眼所看到火星特有的红色。现代太空探测器已表明，火星在阳光照射下，不仅其表面，而且可能连上方的天空都呈现红色。

## 红色的原因及其普遍性
现代观测表明火星的红色实际较为稀薄，看上去偏红的原因主要是弥漫全球的尘埃层（颗粒直径通常在3微米到45微米），厚度通常为毫米级左右。这种红色尘埃即使是在最厚的地方，如塔尔西斯地区，其厚度可能也不超过2米（7英尺）。因此，淡红色尘埃本质上只是火星表面一层极薄的覆盖层，并不代表火星地表主体部分。

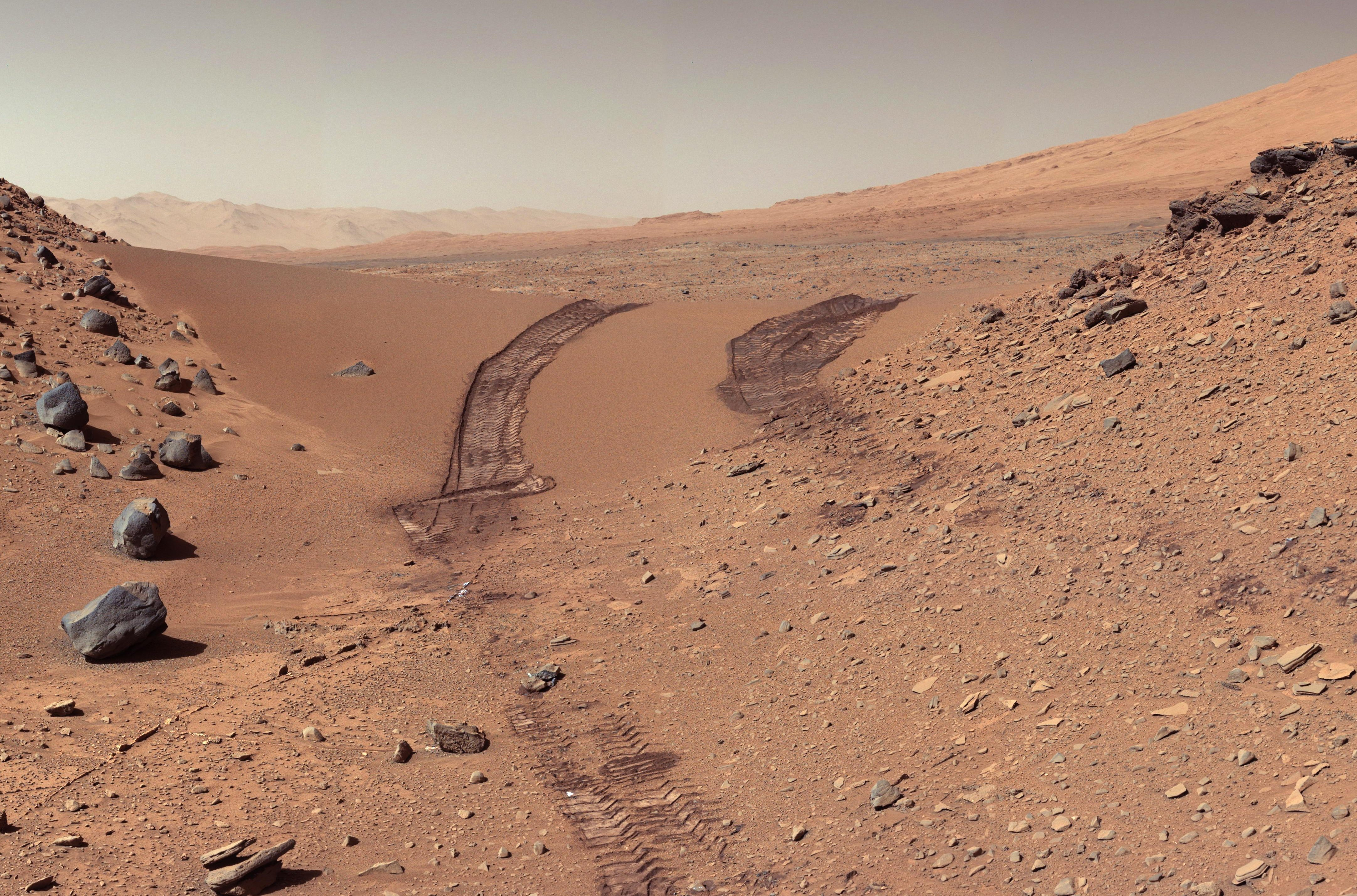
好奇号漫游车穿越“野狗峡”沙丘后看到的火星土壤和巨石（2014年2月9日； 原色 ）。

火星尘埃所呈现的红色，主要是由于纳米铁氧化物（npOx）的光谱特性所致，这种特性往往在可见光谱中占主导地位。具体的纳米铁氧化矿物尚未完全限定，但纳米结晶的赤色赤铁矿（α-Fe2O3）可能是体积上占主导地位的矿物，至少在火星快车号光学与红外矿物光谱仪（OMEGA）等采样深度小于100微米的红外遥感器下。尘埃中其余的铁所占质量近达50%，可能为富钛磁铁矿（Fe3O4）。磁铁矿通常是黑色的，带有黑色条纹，并不会使尘埃呈现淡红色。
尘埃中氯和硫的质量分数高于（勇气号和机遇号火星漫游车）在古瑟夫撞击坑和子午线高原土壤中的发现，尘埃中的硫也与纳米铁氧化物呈正相关，这表明卤水薄膜（由大气水分子形成的霜冻促成）产生的极有限化学蚀变可能会产生一些纳米铁氧化物。此外，对大气尘埃的遥感观测（显示出与地表的尘埃成分和粒度略有差异）表明，尘埃颗粒主要由斜长石和沸石以及少量辉石和橄榄石组成。这种细粒物质很容易通过富长石玄武岩的机械侵蚀产生，比如火星南部高地的岩石。总的来说，这些观察结果表明水活动对尘埃的任何化学变化的影响都非常微小。

## 尘埃中存在的纳米相铁氧化物
有数种作用过程可在不涉及游离氧（O2）的情况下产生纳米相铁氧化产物，其中一种或多种作用过程可能在火星上占主导地位，因为地质史跨度上的大气模拟表明，游离氧（主要通过水的光解生成），可能一直是一种分压不超过0.1微帕（μPa）的微量组分。

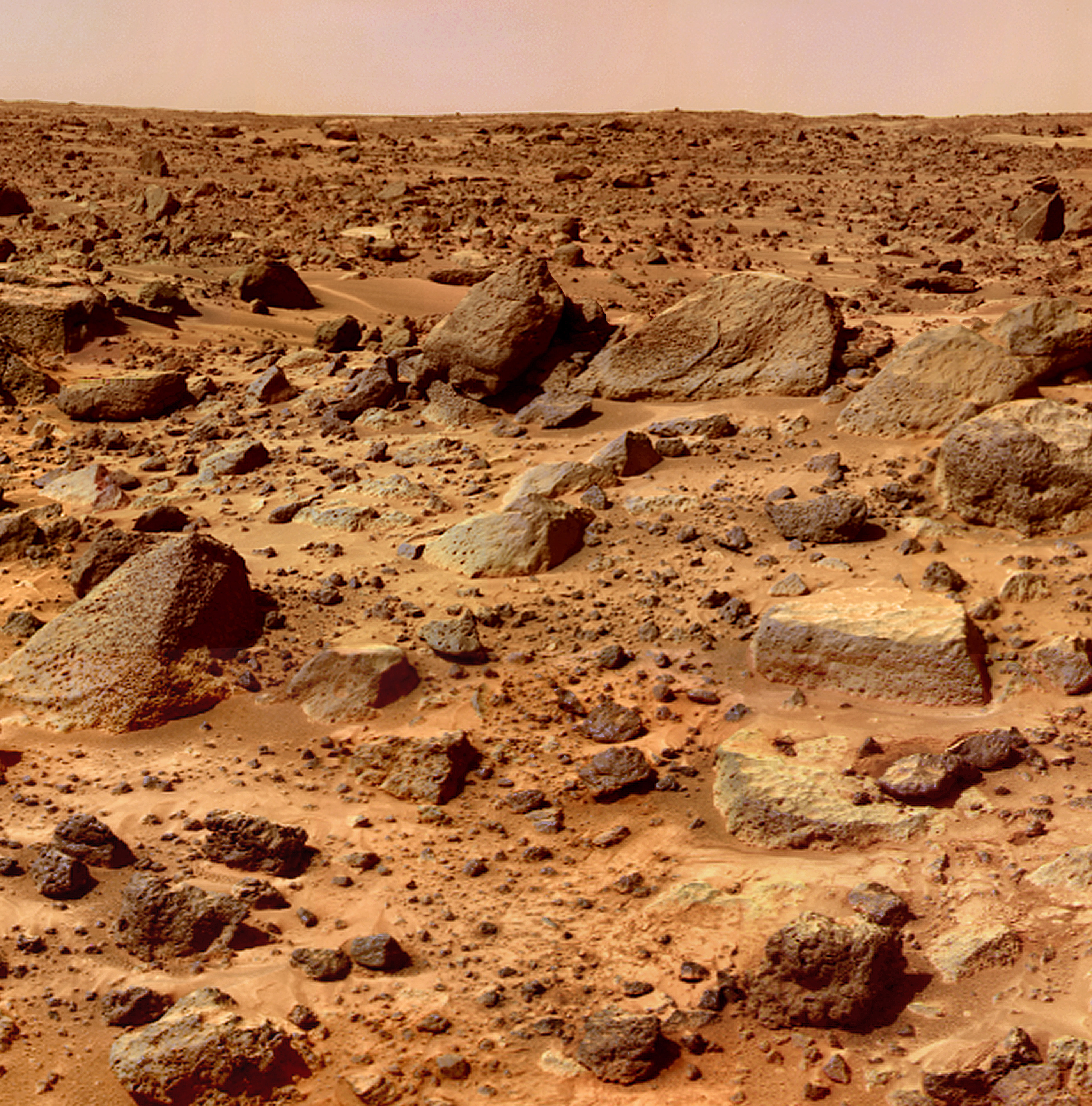
1997年7月4日，火星探路者号拍摄的布满岩石的表面。

一种不依赖氧的作用通过亚铁（Fe2+）（通常存在于典型的火成岩矿物中）或金属铁（Fe）与水（H2O）的直接化学反应生成三价铁（Fe3+(aq)），在实验条件下通常会产生针铁矿（FeO•OH）等氢氧化物，虽然热力学并不支持这种与水的反应，但由于分子氢（H2）副产物的快速损失而能得以持续下去。溶解的二氧化碳（CO2）和二氧化硫（SO2）可进一步促进反应，这会降低卤水膜的pH值，从而提升更具氧化性的氢离子（H+）浓度。
然而，通常需要更高的温度才能将含氧的Fe3+氢氧化物如针铁矿（约摄氏300度）分解成赤铁矿。在茂纳凯亚火山上段坡体上形成的橙玄玻质火山碎屑可能反映了这种过程，这与橙玄玻质火山碎屑和火星尘埃之间有趣的光谱和相似的磁性相一致。尽管需要这种动力学条件，但考虑到针铁矿的热力学稳定性，火星上长期干旱和低pH的条件（如白天的卤水膜）可能会导致针铁矿最终转化为赤铁矿。
铁和亚铁离子（Fe2+）也可能被过氧化氢（H2O2）的活性氧化，尽管火星大气中的过氧化氢含量非常低，但它在时间上是持久的，是一种比水分子强得多的氧化剂。实验观察到过氧化氢驱动氧化生成了三价铁离子（通常为水合矿物）。此外，α-Fe2O3，而非水合三价铁离子（Fe3+）矿物光谱特征的普遍性，增强了即使没有热力学上不支持的中间体，如针铁矿，也可能形成纳米铁氧化物的可能性。
还有证据表明，在侵蚀过程中，磁铁矿可能会形成赤铁矿。丹麦奥胡斯大学火星模拟实验室 （页面存档备份，存于）的实验表明，当磁铁矿粉末、石英砂和石英粉尘颗粒的混合物在烧瓶中翻滚时，一些磁铁矿会转化为赤铁矿，将样本染成红色。对这种效应的解释是，当石英因研磨而断裂时，某些化学键会在新暴露的表面处断裂；当这些表面与磁铁矿接触时，氧原子可能从石英表面转移到磁铁矿，形成赤铁矿。

## 火星红色的天空
来自火星探路者和火星探测车任务的近似真彩原位图像表明，火星天空在人类看来可能也呈红色。尘埃颗粒对0.4-0.6微米范围内阳光的吸收可能是天空发红的主要原因。另一种作用可能来自尘埃颗粒在波长约3微米近红外范围内的光子散射，超过了气体分子的瑞利散射。